# Банерджи, Абхиджит
Абхиджит Винаяк Банерджи (англ. Abhijit Vinayak Banerjee, бенг. অভিজিৎ বিনায়ক বন্দ্যোপাধ্যায়; род. 21 февраля 1961, Бомбей, Индия) — американский экономист индийского происхождения, профессор Массачусетского технологического института (США). Лауреат премии по экономике памяти Альфреда Нобеля 2019 года.
Член Национальной академии наук США (2020).

## Биография
Окончил Президенси-колледж в Калькутте, затем получил степень магистра по экономике в делийском университете Джавахарлала Неру. В 1988 году получил докторскую степень в Гарвардском университете. Преподавал в Гарварде и Принстоне, затем — в Массачусетском технологическом институте. В 2003 году вместе с Эстер Дюфло и Сендхилом Муллайнатаном основал Лабораторию борьбы с бедностью, являлся президентом Исследовательского бюро экономического анализа развития (Bureau for the Research in the Economic Analysis of Development), сотрудником Национального бюро экономических исследований, Центра экономических и политических исследований и Кильского института мировой экономики. Действительный член Американской академии искусств и наук и Эконометрического общества.
С 2003 года Банерджи вместе с Эстер Дюфло посредством программ их Лаборатории борьбы с бедностью собирал в Индии и Африке фактический материал о проблеме бедности с целью определить границу между тем, чего нуждающиеся способны добиться самостоятельно, и тем, где им необходима помощь со стороны. По словам исследователя, он и Дюфло провели от 70 до 80 экспериментов в разных странах, выясняя, что бедные покупают, как они заботятся о здоровье своих детей, сколько детей они хотят иметь, почему их дети ходят в школу, но всё же не могут узнать много, почему микрофинансирование полезно, но не способно дать эффект чудесного решения задачи. Исследования в 18 странах позволили им сделать вывод, что бедные в сельской местности тратят на еду от 36 до 70 % доходов, а бедные в городах — 53 до 74 %. При этом они предпочитают дорогую вкусную и высококалорийную пищу и готовы к другим тратам, делающим жизнь менее серой и однообразной. В частности, в северном индийском штате Раджастан, где бедные почти не имеют доступа к телевидению, они тратят 14 % семейного бюджета на разного рода праздники, а в Никарагуа, где 56 % бедных в деревнях имеют радио, а 21 % — телевизоры, многие семьи вообще не тратились на какие-либо торжества.
Итогом многолетних исследований стал вывод, что нет волшебного способа разом решить проблему. Простое увеличение доходов не обязательно приводит к повышению качества питания, поскольку появляются дополнительные желания. Исследователи сформулировали перечень шагов, ведущих в нужном направлении: например, распространение полезной информации (как избежать инфицирования ВИЧ). Правильные поступки основаны на том, что мы знаем (дешёвая соль, обогащённая железом и йодом). Полезные инновации (микрокредиты и денежные переводы через мобильные телефоны). Результаты проведённой работы обнародованы в книге Poor Economics: A Radical Rethinking of the Way to Fight Global Poverty (Экономика бедности: Радикальное переосмысление путей борьбы с бедностью в мире).

## Семья
Жена — Эстер Дюфло, награждена одновременно с Абхиджитом Банерджи и Майклом Кремером Нобелевской премией по экономике в 2019 году. Дюфло и Банерджи официально женаты с 2015, у них двое детей 5 и 7 лет (в 2019 году). У Банерджи был сын (1991—2016) от первого брака, погибший в результате несчастного случая.

## Награды
- Премия по экономике памяти Альфреда Нобеля (2019)

## Труды
- Philippe Aghion, Banerjee Abhijit. Volatility And Growth (англ.). — Oxford: Oxford University Press, 2005. — ISBN 9780199248612.
- Understanding Poverty (англ.) / Banerjee Abhijit, Bénabou Roland, Dilip Mookherjee. — Oxford; New York: Oxford University Press, 2006. — ISBN 9780195305203.
- Banerjee Abhijit. Making Aid Work (англ.). — Cambridge: MIT Press, 2005. — ISBN 9780262026154.
- Banerjee Abhijit, Duflo Esther. Poor Economics: A Radical Rethinking of the Way to Fight Global Poverty[англ.] (англ.). — New York: PublicAffairs[англ.], 2011. — ISBN 9781610390408.
  - Банерджи А., Дюфло Э. Экономика бедных. Радикальное переосмысление способов преодоления мировой бедности. — Издательство Института Гайдара, 2021. — 464 с. — ISBN 978-5-93255-614-6
- Handbook of Field Experiments, Volume 1 (англ.) / Banerjee Abhijit, Duflo Esther. — North–Holland (an imprint of Elsevier), 2017. — ISBN 9780444633248.
- Handbook of Field Experiments, Volume 2 (англ.) / Banerjee Abhijit, Duflo Esther. — North–Holland (an imprint of Elsevier), 2017. — ISBN 9780444640116.
- Banerjee, Abhijit (2019). A Short History of Poverty Measurements. Juggernaut Books.
- Банерджи А., Дюфло Э. Экономическая наука в тяжёлые времена. Продуманные решения самых важных проблем современности = Good Economics for Hard Times: Better Answers to Our Biggest Problems. / Пер. с англ. М. Маркова и А. Лащева; под науч. ред. Д. Раскова. — М.: Издательство Института Гайдара; СПб.: Факультет свободных искусств и наук СПбГУ, 2021. — 624 с. — ISBN 978-5-93255-594-1
  - Рец. Троцук И. В. Экономическая книга для социологического чтения // Экономическая социология. Т. 24. № 1. С. 133—148.